# Вмешательство США в Чили
Вмешательство Соединенных Штатов в чилийскую политику началось во время войны за независимость Чили (1812 – 1826). Это влияние как на экономическую, так и на политическую жизнь Чили постепенно увеличивалось на протяжении двух столетий с тех пор и продолжает оставаться значительным. Если в XIX веке США конкурировали за гегемонию в Латинской Америке в общем и в Чили в частности с Великобританией, которая выступала основным кредитором освободившихся от колониальной зависимости стран, то в XX веке США полностью перехватили лидерство.

## Война за независимость Чили
Появление в Латинской Америке Джоэла Робертса Пойнсетта в 1811 году положило начало участию США в чилийской политике. Пойнсетт был направлен президентом Джеймсом Мэдисоном в 1809 году в южноамериканские испанские колонии в качестве специального агента (должность, которую он занимал с 1810 по 1814 год), чтобы исследовать перспективы революционеров в их борьбе за независимость от Испании.
Как известно, В XVI—XVIII веках территория Чили являлась губернаторством в составе вице-королевства Перу. Этот статус предоставлял определенный суверенитет, который был расширен в конце XVIII века, когда Чили стала генерал-капитанством. Война за независимость от Испании завершилась победой в 1810 году, после чего был принят Временный конституционный регламент, тезисно повторявший Испанскую конституцию 1812 года. Через 6 лет Конституция Чили установила права и свободы граждан, а в 1822 году был принят новый основной закон, продолживший тенденцию на ограничение прав латифундистов и демократизацию общества.
Освободившиеся от колониальной зависимости страны пытались создать союз для защиты своего суверенитета без участия «сильного», за что выступали Чили, Венесуэла, Перу, Эквадор, Мексика. Лидерами этого движения были венесуэльский юрист и политик Андрес Бельо, автор аргентинской конституции Хуан Баутиста Альберди, чилийский революционер Франсиско Бильбао. Однако эти попытки потерпели крах по простой причине: для строительства собственной экономики и выплаты долгов, навязанных при освобождении от колониальной зависимости бывшими метрополиями, освободившимся государствам требовались кредиты и технологии, а их могли предоставить США, Великобритания и Франция. Им удалось навязать латиноамериканским партнерам кабальные торговые договоры, но основе которых эти страны превратились в сырьевые придатки богатых держав, оставаясь при этом нищими. Главным кредитором в 1818—1825 годах выступила Великобритания, ссудившая латиноамериканцам около 20 млн фунтов. Примерно четверть этой суммы составила плата за кредит, оставшаяся в распоряжении английских банкиров.

## Война на Тихом океане
Соединенные Штаты пытались как можно скорее положить конец войне на Тихом океане, длившейся с 1879 по 1884 год, в основном из-за своих деловых и финансовых интересов в Перу. Более того, американские лидеры опасались, что Великобритания приобретёт экономический контроль над регионом через Чили, что, в сущности, и произошло.
Мирные переговоры зашли в тупик из-за требований Чили вернуть завоеванные земли. Чилийцы заподозрили, что инициатива США имеет проперуанский уклон. В результате отношения между Чили и США резко ухудшились.
Чили потребовала от Соединенных Штатов соблюдать нейтралитет. В составе ВМС США было всего несколько деревянных судов, а у Чили было два новых бронированных военных корабля. Американцы знали, что они не могут сравниться с чилийской военно-морской мощью, и отступили.

## Первая половина XX века
Участие Соединенных Штатов в чилийских делах усилилось в первые десятилетия XX века. После Первой мировой войны Соединенные Штаты заменили Великобританию в качестве ведущей сверхдержавы, контролирующей большую часть ресурсов Чили, поскольку большая часть экономической деятельности в стране находилась в руках США. Такое изменение помешало Чили обогатиться на войне и обрести финансовую независимость. Зависимость от Соединенных Штатов формально началась в начале 1920-х годов, когда две крупные американские компании, Anaconda и Kennecott, взяли под свой контроль ценные природные ресурсы Чили — медные копи и выплавку меди. Вплоть до 1970-х годов «обе отрасли контролировали от 7 % до 20 % валового внутреннего продукта страны».
Завершение Второй мировой войны усугубило ситуацию, поскольку Чили не могла даже использовать «избыток меди, которую они производили, поскольку почти вся медь продавалась через дочерние компании медных фирм Соединенных Штатов, основанных в Чили, для которых союзники установили максимальную цену на медные изделия для военных нужд».
Поскольку рабочий класс требовал повышения уровня жизни, повышения заработной платы и улучшения условий труда, в Чили начала формироваться идея о том, что левое правительство может стать решением для народа.
После II Мировой войны США инициировали создание Организации американских государств (ОАГ), контролируемой госдепартаментом и именовавшейся по этой причине «министерством колоний США». Уже в 1948 г., с началом холодной войны, США навязали ОАГ резолюцию, обязывавшую предотвращать распространение коммунизма в западном полушарии. Этот документ стал основой для «легального» вмешательства США во внутренние дела государств Латинской Америки.
В течение 1950-х и 1960-х годов Соединенные Штаты выдвинули множество программ и стратегий, начиная от финансирования политических кампаний и заканчивая финансированием пропаганды, направленной на противодействие президентским устремлениям левого кандидата Сальвадора Альенде. Все это время США успешно препятствовали приходу к власти левых партий. На президентских выборах 1958 года Хорхе Алессандри — номинально независимый кандидат, пользующийся поддержкой Либеральной и Консервативной партий — победил Альенде с перевесом почти в 33 500 голосов. Политика открытых дверей, которую проводил Алессандри и одобряли Соединенные Штаты, рассматривалась как решение проблем инфляции в стране. В соответствии с рекомендациями США Алессандри неуклонно снижал ввозные пошлины с 1959 года, что привело к тому, что чилийский рынок был захвачен американскими товарами. Это разозлило рабочий класс, и последствия этого массового недовольства проявились на выборах в Конгресс 1961 года. Президент подвергся жесткой критике: общество ясно дало понять, что политика открытых дверей недопустима. В правление Алессандри внешний долг Чили увеличился на 130 миллионов долларов, которые ссудили банковский сектор США, Министерство финансов США, МВФ. Таким образом, политика открытых дверей сделала Чили менее конкурентоспособной и более зависимой от Соединенных Штатов.
Кандидат в президенты Сальвадор Альенде был главным претендентом на победу на выборах 1964 года. США через Центральное разведывательное управление (ЦРУ) тайно потратили три миллиона долларов на кампанию против него до и после выборов, в основном через радио и печатную рекламу. Американцы считали жизненно важным избрание кандидата от христиан-демократов Эдуардо Фрея Монтальвы, опасаясь Альенде из-за его теплых отношений с Кубой и его открытой критики операции в бухте Кочинос. Фрею предложили тайную помощь через созданный Джоном Ф. Кеннеди латиноамериканский Союз ради прогресса, который обещал «20 миллиардов долларов государственной и частной помощи стране в течение следующего десятилетия».

## Выборы 1970 года

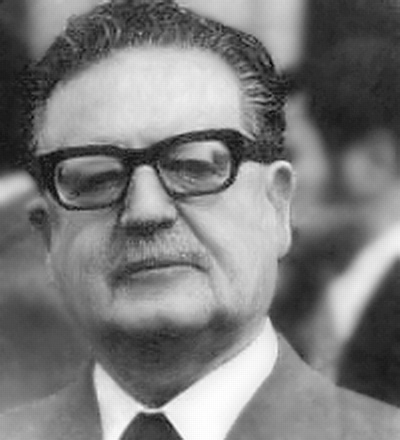
Сальвадор Альенде

Согласно отчету Комиссии Чёрча 1975 года, тайное вмешательство Соединенных Штатов в Чили в период с 1963 по 1973 год было обширным и непрерывным. ЦРУ потратило 8 миллионов долларов за три года между 1970 и военным переворотом в сентябре 1973 года, из которых более 3 миллионов долларов только в 1972 году. Скрытая американская активность присутствовала почти на всех крупных выборах в Чили за десятилетие с 1963 по 1973 год, но ее реальное влияние на результаты выборов не совсем ясно. Чили в большей степени, чем любой из ее южноамериканских соседей, имеет обширные демократические традиции, восходящие к началу 1930-х годов и даже раньше. Из-за этого трудно оценить, насколько успешной была тактика ЦРУ в отношении влияния на избирателей.
Рассекреченное дело от 19 августа 1970 года раскрывает протоколы высокопоставленных чиновников ЦРУ, известных как «Специальная группа проверки». В ней председательствовал Генри Киссинджер. Документы Министерства иностранных дел Соединенных Штатов Америки содержат подробный отчет о переписке между официальными лицами. В оценке разведки от 28 января 1969 г. изложены проблемы и выводы высокопоставленных чиновников Вашингтона в отношении разрастающегося кризиса в Чили. По важности выборы стояли превыше всего. От этих выборов зависела политическая и экономическая стабильность Чили. Выводы, сделанные в документе, говорят о необходимости борьбы с расколом, угрожающим глубинным интересам Соединенных Штатов в медных компаниях. Эту деталь надо иметь в виду, чтобы понять решения, принятые Государственным департаментом и ЦРУ. Выборы представляют собой потенциальную возможность краха или продолжения важных экономических отношений. В документе также рассматриваются возможные последствия, если исход выборов не будет соответствовать интересам США.
На заседании Сорокового комитета правительства США 8 сентября 1970 года его председатель Генри Киссинджер попросил проанализировать позицию США / ЦРУ с точки зрения мер по предотвращению избрания Альенде президентом Чили. Высокопоставленный офицер ЦРУ Уильям Бро отметил, что Эдуардо Фрей Монтальва, 29-й президент Чили, сыграл важную роль как в военной сфере, так и в Конгрессе. Сороковой комитет попросил ЦРУ собрать информацию и подготовить больше разведывательных отчетов, чтобы посмотреть, что можно сделать в Чили. Комитет решил, что вряд ли они смогут повлиять на выборы в Конгресс 24 октября, чтобы противостоять Альенде. Директор Центральной разведки Р.Хелмс беспокоился о поддержке Альенде в чилийской армии, поскольку казалось, что она поддержит Альенде в случае переворота. В результате всей этой информации Комитет решил, что им нужен полный анализ двух вещей: (1) анализ затрат и выгод от организации военного (чилийского) переворота; (2.) анализ затрат и выгод от организации оппозиции Альенде с целью его свержения. Это обрисовало для Генри Киссинджера два варианта действий: политическое маневрирование или применение прямой силы.
Через четыре дня после заседания Сорокового комитета Ричард Хелмс и Генри Киссинджер обсуждали отсутствие морального духа в посольстве США в Чили, о котором рассказал американский посол в Чили Эдвард Корри. Киссинджер заявил, что созовет еще одно заседание Сорокового комитета в следующий понедельник. Киссинджер далее отметил: «Мы не позволим делу Чили пойти насмарку».

## Президентство Альенде
Сальвадор Альенде на президентских выборах 1970 года одержал победу с небольшим перевесом голосов относительно других кандидатов (около 37 %). Президент Соединенных Штатов Ричард Никсон опасался, что Чили может стать «следующей Кубой», и США прекратили большую часть своей иностранной помощи Чили. Правительство США считало, что Альенде станет ближе к социалистическим странам, таким как Куба и Советский Союз. Они опасались, что Альенде подтолкнет Чили к социализму и, следовательно, промышленники США потеряют все инвестиции, сделанные в Чили.
15 сентября 1970 г .ещё до вступления Альенде в должность, Ричард Никсон отдал приказ свергнуть его. Согласно рассекреченному документу Совета национальной безопасности, в рукописных заметках директора ЦРУ Ричарда Хелмса говорится: «Вероятно, шансы 1 из 10, но надо спасти Чили!; стоит потратиться; без беспокойства; никакого вмешательства посольства; 10 млн долларов доступны, если необходимо, больше; постоянные действия и лучшие люди, которые у нас есть; план игры; заставить экономику вопить; 48 часов на план действий». Эти записи были сделаны во время встречи Хелмса с президентом Никсоном, что указывает на готовность администрации устроить переворот в Чили и степень, в которой Никсон готов пойти на это. 5 ноября 1970 года Генри Киссинджер посоветовал президенту Никсону отказаться от мирного сосуществования с администрацией Альенде и вместо этого предложил два сценария.
«Трек I» исходил от Госдепартамента и предполагал действия в рамках чилийской конституции, чтобы помешать Альенде путем подрыва репутации чилийских выборных должностных лиц, при этом ЦРУ оставалось в стороне. Трек I в расширенном варианте предполагал реализацию политических шагов, конечной целью которых было бы создание условий для организации переворота.
«Трек II» представлял собой операцию ЦРУ под контролем Генри Киссинджера и директора ЦРУ по секретным операциям Томаса Карамессинеса. «Трек II» исключал участие Госдепартамента и Министерства обороны. Его целью было найти и поддержать чилийских офицеров, которые поддержали бы переворот.
Сразу после прихода к власти правительства Альенде США попытались оказать на него давление, чтобы расколоть его и ограничить его способность проводить политику, противоречащую интересам США и других стран, — например, полную национализацию нескольких американских корпораций и медной промышленности. Никсон приказал не брать на себя никаких новых двусторонних обязательств по оказанию экономической помощи правительству Чили.
США поддерживали оппонентов Альенде в Чили во время его президентства, намереваясь поощрять либо отставку Альенде, его свержение, либо его поражение на выборах 1976 года. Администрация Никсона тайно финансировала независимые и негосударственные СМИ и профсоюзы. Американское объединение АФТ - КПП оказало помощь антиправительственному забастовочному движению. По линии ЦРУ поддерживались связи с подпольной организацией Родина и свобода (в частности, через участие Майкла Таунли).

### Трек I
Трек I был планом Госдепартамента США, направленным на то, чтобы через бывшего президента от Христианско-демократической партии Эдуардо Фрея Монтальва убедить чилийский Конгресс утвердить на посту президента занявшего второе место консерватора Хорхе Алессандри. Согласно плану, вскоре после этого Алессандри должен был уйти в отставку, что давало Фрею право баллотироваться против Альенде на новых выборах. В рамках стратегии «Трек I», направленной на то, чтобы не дать Альенде вступить в должность после выборов 4 сентября, ЦРУ необходимо было повлиять на второй тур голосования в Конгрессе, как того требует Конституция, поскольку Альенде не получил абсолютного большинства.

### Трек II
План ЦРУ предполагал военное решение проблемы Альенде: найти офицеров, готовых поддержать переворот, и поддержать их. Затем они могли бы назначить новые выборы, на которых Альенде потерпел бы поражение.
В сентябре 1970 года президент Никсон пришёл к выводу, что правительство Альенде в Чили для США неприемлемо, и выделил 10 миллионов долларов, чтобы помешать Альенде пройти утверждение в Конгрессе или свергнуть его. В рамках инициативы «Трек II» ЦРУ разработало операцию под фальшивым флагом, чтобы приблизиться к чилийским офицерам и побудить их совершить переворот. Первым шагом к свержению Альенде было устранение главнокомандующего армией генерала Рене Шнайдера. Шнайдер был конституционалистом и мог воспротивиться военному перевороту. Чтобы помочь в запланированном похищении Шнайдера, ЦРУ предоставило «50 000 долларов наличными, три пистолета-пулемета и упаковку слезоточивого газа. Все это было одобрено в штаб-квартире…» Пистолеты-пулеметы были доставлены дипломатической почтой.
Была сформирована группа, которую возглавил генерал в отставке Роберто Виа. США не делали ставки на Виа как потенциального лидера переворота, поощряя его объединиться с действующим генералом Камило Валенсуэлой, который также был на связи с оперативниками ЦРУ. К ним присоединился адмирал Уго Тирадо, который был вынужден уйти в отставку после восстания Такназо. 22 октября Виа организовал похищение генерала Рене Шнайдера. Однако Шнайдер не подчинился и попытался отразить нападение, отстреливаясь из пистолета. Он получил четыре ранения жизненно важных органов и через три дня скончался в военном госпитале Сантьяго. Попытка похищения и гибель Шнайдера шокировали общественность и усилили движение в поддержку чилийской конституции. В конечном итоге это привело к результату, противоположному ожидавшемуся. Чилийский народ сплотился вокруг своего правительства и Конгресса, который подавляющим большинством утвердил Альенде в должности президента 3 ноября 1970 года.
25 ноября 1970 года Генри Киссинджер выпустил меморандум, в котором подробно описывалась программа тайных действий, предпринимаемых под руководством США в Чили. В меморандуме Киссинджер определил пять принципов.
1) США продолжат поддерживать контакты в чилийских вооруженных силах, 2) предпримут шаги по разделению сторонников Альенде, 3) будут сотрудничать со средствами массовой информации для проведения пропагандистских кампаний против Альенде, 4) поддерживать некоммунистические политические партии в Чили и 5) публиковать материалы, в которых говорится, что Альенде не придерживается демократического процесса, а хочет наладить связи с Кубой и Советским Союзом.
ЦРУ и Белый дом скрывали участие Америки в военном перевороте, несмотря на усилия Конгресса по расследованию этих событий. Комиссия Чёрча, расследовавшая причастность США к событиям в Чили, пришла к выводу, что оружие, использованное во время путча, «по всей вероятности, не было тем, которое ЦРУ поставило заговорщикам».
После смерти Шнайдера ЦРУ изъяло пистолеты-пулеметы и деньги, которые оно предоставило. И Валенсуэла, и Виа были арестованы и признаны виновными в заговоре после убийства Шнайдера. Один из участников заговора, которому удалось избежать ареста, обратился за помощью к ЦРУ, и ему заплатили 35 000 долларов, так что «ЦРУ фактически заплатило „тайные“ деньги тем, кто непосредственно несет ответственность за убийство Шнайдера, а затем скрывало это на протяжении тридцати лет». :34
В 1970 году американская производственная компания ITT Corporation владела 70 % чилийской телефонной компании Chitelco и финансировала El Mercurio, чилийскую правую газету. ЦРУ использовало ITT как канал для финансовой помощи оппонентам правительства Альенде. 28 сентября 1973 года радикальная антивоенная группировка Weather Underground организовала взрыв в штаб-квартире ITT в Нью-Йорке как акт возмездия за причастность компании к свержению Альенде.
10 сентября 2001 года семья Шнайдера подала судебный иск, обвинив бывшего госсекретаря США Генри Киссинджера в организации убийства Шнайдера в 1970 году, поскольку генерал выступал бы против военного переворота. Документы ЦРУ показывают, что, хотя ведомство и стремилось к похищению генерала, его убийство не было запланированным. :360 Киссинджер заявил, что признал идею переворота «безнадежной» и «отказался от неё». Однако ЦРУ заявило, что приказа об «отступлении» не получало.

## Переворот 1973 года
В результате чилийского переворота 1973 года к власти пришел генерал Аугусто Пиночет, демократически избранный президент Сальвадор Альенде погиб. В позднейшем отчете ЦРУ за сентябрь 2000 года с использованием рассекреченных документов, связанных с военным переворотом, указывалось, что ЦРУ «вероятно и по всей видимости потворствовало» перевороту 1973 года, но «не было никаких доказательств» того, что США действительно участвовали в нем. Это мнение было оспорено некоторыми авторами, заявившими, что скрытая поддержка Соединенных Штатов имела решающее значение для подготовки переворота, самого переворота и последующего укрепления военной хунты. ЦРУ казалось, что даже если этот переворот не состоится, у Альенде всё равно будет очень тяжелое политическое будущее. Эту точку зрения поддерживают далёкие от научности комментаторы.
Согласно подготовленному Центральным разведывательным управлением документу «Деятельность ЦРУ в Чили» от 18 сентября 2000 года, в конце лета 1973 года структура ЦРУ в Чили предложила США взять на себя обязательство поддержать военный переворот. В ответ штаб ЦРУ указал, что «не должно быть никакого участия военных в каких-либо инициативах тайных действий; нет поддержки подстрекательства к военному перевороту».

Что касается вопроса об участии ЦРУ в перевороте 1973 года, то в документе ЦРУ также четко говорится: 
 «10 сентября 1973 года, за день до государственного переворота, положившего конец правительству Альенде, чилийский военный доложил офицеру ЦРУ, что планируется переворот, и попросил помощи у правительства США. Ему сказали, что правительство США не будет оказывать никакой помощи, потому что это сугубо внутреннее дело Чили. Местный представитель ЦРУ также сказал, что запрос чилийского военного будет направлен в Вашингтон. ЦРУ узнало точную дату переворота незадолго до того, как он произошел. Во время нападения на Президентский дворец и сразу после него деятельность местного представительства ЦРУ ограничивалась предоставлением разведданных и сводками о ситуации». 
 В отчете Комитета Чёрча, опубликованном в 1975 году, говорилось, что в период, предшествующий перевороту, ЦРУ получало информацию о потенциальных заговорах. 
 «В течение 1972 и 1973 годов разведывательная сеть продолжала сообщать о заговоре с целью государственного переворота. В течение 1972 года местное представительство ЦРУ продолжало следить за группой, которая могла совершить успешный переворот, и потратила значительно больше времени и усилий на проникновение в эту группу, чем на предыдущие группы. Эта группа впервые привлекла внимание ЦРУ в октябре 1971 года. К январю 1972 года оперативники успешно проникли в нее и через посредника поддерживали связь со своим руководителем». 
 В количестве сообщений разведки о заговоре с целью переворота наблюдается два всплеска: один в последнюю неделю июня 1973 года, а другой — в конце августа и в первые две недели сентября. Ясно, что ЦРУ получало отчеты разведки о планировании переворота группой, которая осуществила успешный переворот 11 сентября в течение июля, августа и сентября 1973 года. 
 В отчете Чёрча также рассматривается утверждение о причастности правительства США к перевороту 1973 года: 
 «Были ли Соединенные Штаты НЕПОСРЕДСТВЕННО, тайно вовлечены в переворот 1973 года в Чили? Комитет не нашел никаких доказательств того, что это было так». 
 «Нет никаких веских доказательств прямой помощи США перевороту, несмотря на частые утверждения о такой помощи. Скорее всего, Соединенные Штаты — своими предыдущими действиями при реализации „Трека II“, существующей общей позицией по отношению к оппозиции Альенде и характером контактов с чилийскими военными — вероятно, создали впечатление, что они не будут осуждать военный переворот. И официальным лицам США до 1973 года, возможно, не всегда удавалось пройти тонкую грань между наблюдением за заговорами в отдельных странах и их фактическим стимулированием». 
 Стенограммы телефонного разговора между Киссинджером и Никсоном показывают, что они не участвовали в окончательной фазе переворота. Они по сути создали условия, которые привели к перевороту. Киссинджер говорит, что «они создали максимально хорошие условия».
Никсон и Киссинджер также обсудили, как они будут представлять это событие средствам массовой информации и сокрушались по поводу того, что, если бы это была эпоха Эйзенхауэра, они бы считались героями. Cуществует также ежедневный президентский отчёт (President’s Daily Brief, PDB), в котором раздел о Чили, датированный 11 сентября 1973 года, до сих пор полностью засекречен, как и целая страница о Чили, предоставленная Никсону 8 сентября 1973 года. Кроме того, в телеграмме оперативника ЦРУ Джека Дивайна высшим должностным лицам США от 10 сентября 1973 года подтверждено, что переворот состоится на следующий день. О сотрудничестве с организаторами переворота говорится в сводке Управления военной разведки, также датированной 8 сентября и классифицированной как Top Secret Umbra — кодом, который использовался для сверхсекретной информации спецслужб до 1999 года. В сводке содержится подробная информация о соглашении между чилийской армией, флотом и военно-воздушными силами выступить против Альенде 10 сентября. Хотя ЦРУ отрицает свою причастность к перевороту, в другой телеграмме, отправленной управлением 8 сентября и снабжённой грифом «секретно», содержалась информация о времени и дате присоединения чилийского флота к свержению правительства президента Альенде. В телеграмме также указаны ключевые чилийские официальные лица, которые поддерживали переворот. Телеграммы примерно времени свидетельствуют, что переворот был отложен, чтобы улучшить тактическую координацию, и что попытка переворота будет предпринята 11 сентября.
В отчете разведки ЦРУ от 25 октября 1973 г., касающемся генерала Серджио Арельяно Старка, отмечалось, что тот приказал убить 21 политзаключенного. Также считается, что исчезновение 14 других заключенных произошли по приказу Арельяно. Генерал Арельяно считался правой рукой Пиночета после переворота.
Историк Питер Винн утверждал, что роль ЦРУ была решающей для утверждения военной хунты; ЦРУ помогло сформировать заговор против правительства Альенде, который Пиночет затем изображал как предотвративший контрнападение. Историк заявляет, что сам переворот был возможен только в результате трехлетней тайной операции, организованной Соединенными Штатами. Он также указывает на то, что США ввели «невидимую блокаду», которая была призвана подорвать экономику при Альенде и способствовала дестабилизации режима. Директор Чилийского проекта документации Архива национальной безопасности Питер Корнблух, в своей книге «Дело Пиночета» утверждает, что США активно участвовали и активно «разжигали» переворот 1973 года. Историк ЦРУ Тим Вайнер в книге «Наследие пепла» и Кристофер Хитченс в книге «Суд над Генри Киссинджером» аналогичным образом утверждают, что тайные действия США активно дестабилизировали правительство Альенде и подготовили почву для событий 1973 года. Хоакин Фермандос раскритиковал «черно-белое» и «североамериканское мировоззрение Корнблуха», заявив, что ряд внутренних и внешних факторов также сыграли свою роль и что внимательное прочтение документации показывает, что ЦРУ было в значительной степени «бессильным».
Консервативный ученый Марк Фалькофф утверждал, что Куба и Советский Союз предоставили несколько сотен тысяч долларов социалистическим и марксистским фракциям в правительстве. Питер Винн возразил, что «чилийская революция всегда шла своим мирным путем, несмотря на контрреволюционные заговоры и насилие». Более того, этот сильный упор на ненасилие был сделан именно для того, чтобы избежать революционного террора, который подорвал репутацию французской, русской и кубинской революций.
В целом, 1973 год был отмечен свержением президента Чили. Президент покончил жизнь самоубийством, чтобы не попасть в руки путчистов. В The Atlantic говорится, что «он покончил жизнь самоубийством при загадочных обстоятельствах, когда войска окружили его дом, что положило начало более чем 15-летней военной диктатуре при Аугусто Пиночете». Бывший агент ЦРУ, который активно действовал в Чили во время переворота, недавно сообщил, что решение о свержении президента Чили было принято не в ЦРУ, а в Белом доме, — в частности, президентом Никсоном. Как указывается в статье New York Times в октябре 2017 года, переворот и вовлечённость США в трагические события в Чили 1973 года остаются важным эпизодом истории.

## Режим Пиночета
США оказали крупную материальную поддержку военному режиму после переворота, хотя публично критиковали его. В документе под названием «Деятельность ЦРУ в Чили», опубликованном Центральным разведывательным управлением США (ЦРУ) в 2000 году, говорится, что ЦРУ активно поддерживало военную хунту после свержения Альенде и что оно заставило многих офицеров Пиночета стать платными осведомителями ЦРУ или вооруженных сил США, даже несмотря на то, что некоторые из них были причастны к нарушениям прав человека.
Документы ЦРУ показывают, что ЦРУ имело тесный контакт с сотрудниками чилийской тайной полиции DINA и ее руководителем Мануэлем Контрерасом (по данным ЦРУ от 2000 года, платным агентом с 1975 по 1977 год). Некоторые утверждали, что однократный платёж Контрерасу со стороны ЦРУ является доказательством того, что США одобрили операцию «Кондор» и военные репрессии в Чили.
В официальных документах ЦРУ говорится, что одно время некоторые члены разведывательного сообщества рекомендовали завербовать Контрераса из-за его близости к Пиночету; план был отклонен из-за плохой репутации Контрераса в области прав человека, а единственная выплата была произведена по недоразумению.  Архивная копия от 30 сентября 2006 на Wayback Machine Однако послужила ли жестокость Контрераса основанием для отказа в сотрудничестве с ним, неясно: в описании деятельности ЦРУ в Чили признается, что один из контактов на высоком уровне был более предрасположен к совершению злоупотреблений. «Хотя у ЦРУ была информация, указывающая на то, что контакт на высоком уровне был сторонником жесткой линии и, следовательно, мог причастен к злоупотреблениям, контакты с ним были разрешены при отсутствии конкретной информации о нарушениях прав человека».
В отчете от 24 мая 1977 года также описываются вновь обнаруженные нарушения прав человека, которые, возможно, имели место в Чили: «количество сообщений о грубых нарушениях прав человека в Чили, которые почти прекратились в начале этого года, снова растет… Пиночет. правительство возвращаются к практике, которая поставила под угрозу его международное положение после переворота 1973 года». В документе также подробно описывается, как эти нарушения прав человека могли привести к ухудшению статуса Чили на международной арене. Похоже, что Соединенные Штаты не смогли спланировать последствия переворота в плане нарушений прав человека, о чем свидетельствует упоминание в документе высокопоставленных должностных лиц, принимавших в них участие.
6 марта 2001 года газета New York Times сообщила о существовании недавно рассекреченного документа Государственного департамента, в котором говорилось, что Соединенные Штаты способствовали коммуникациям для операции «Кондор». Это подтверждает документ — телеграмма 1978 года от Роберта Э. Уайта, посла США в Парагвае, обнаруженная профессором Дж. Патрицией Макшерри из Университета Лонг-Айленда, опубликовавшей несколько статей об операции «Кондор». Она назвала телеграмму «еще одним весомым доказательством того, что американские военные и сотрудники разведки поддерживали эту операцию в качестве тайного партнера или спонсора».
В телеграмме посол Уайт рассказывает о беседе с генералом Алехандро Фретесом Давалосом, начальником штаба вооруженных сил Парагвая, который сказал, что руководители южноамериканской разведки, задействованные в «Кондоре», «поддерживают связь друг с другом через установку связи США в зона Панамского канала, охватывающую всю Латинскую Америку». Эта установка «используется для координации разведывательной информации среди стран южного полушария». Уайт, чье послание было отправлено госсекретарю Сайрусу Вэнсу, был обеспокоен тем, что связь США с «Кондором» может быть раскрыта в ходе продолжавшегося тогда расследования убийства 44-летнего бывшего чилийского дипломата Орландо Летельера и его американской секретарши Ронни Моффитт. Ее муж Майкл Моффит находился в машине во время взрыва, но остался в живых. «Было бы целесообразно, — предлагал он, — пересмотреть это соглашение, чтобы убедиться, что его продолжение отвечает интересам США».

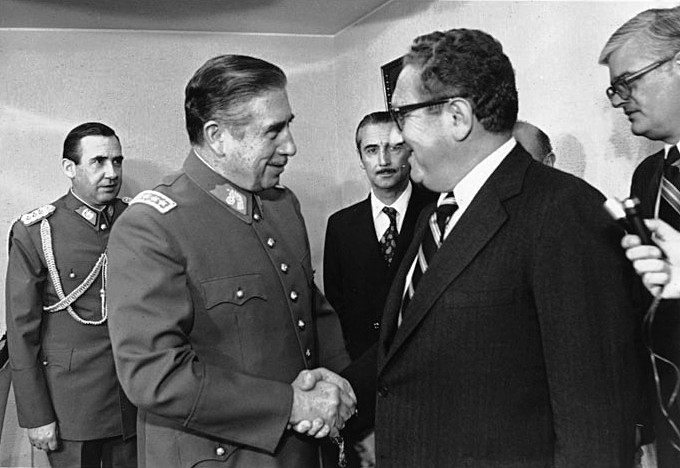
Чилийский лидер Аугусто Пиночет обменивается рукопожатием с госсекретарем США Генри Киссинджером в 1976 году.

Этот документ был найден среди 16 000 записей государства, ЦРУ, Белого дома, Министерства обороны и Министерства юстиции, опубликованных в ноябре 2000 года и касающихся почти 17-летней диктатуры Пиночета в Чили и роли Вашингтона в насильственном перевороте, приведшем к власти его военный режим. Релиз стал четвертой и последней партией документов, выпущенных в рамках специального Чилийского проекта по рассекречиванию, осуществленного администрацией Клинтона.
Во время режима Пиночета были убиты четверо американских граждан: Чарльз Хорман, Фрэнк Теруджи, Борис Вейсфейлер и Ронни Карпен Моффит. Позже, в конце августа 1976 года, правительство Соединенных Штатов заявило в секретном меморандуме Государственного департамента, что правительство Соединенных Штатов действительно сыграло косвенную роль в смерти американского гражданина по имени Чарльз Хорман. Секретный меморандум гласит:
«Основываясь на том, что у нас есть, мы убеждены, что правительство Чили следило за Хорманом и считало его достаточно опасным, чтобы приговорить к смерти. Чилийские власти хотели иметь уверенность, что этого американца можно убить без негативных последствий со стороны правительства США. Есть несколько косвенных свидетельств, которые позволяют предположить: разведка США, возможно, сыграла досадную роль в смерти Хормана. В лучшем случае это ограничивалось предоставлением или подтверждением информации, которая помогла бы мотивировать чилийские власти к этому убийству или предостеречь от него. В худшем случае американская разведка знала о намерениях чилийцев, а официальные лица США не сделали ничего, чтобы препятствовать логическому исходу паранойи чилийцев» (Государственный департамент, секретный меморандум, «Дело Чарльза Хормана», 25 августа 1976 г. (версия без цензуры)).
30 июня 2014 года чилийский суд постановил, что Соединенные Штаты сыграли ключевую роль в убийствах Чарльза Хормана и Фрэнка Теруджи. По словам судьи Хорхе Зепеды, капитан ВМС США Рэй Э. Дэвис, командовавший военной миссией США в Чили, предоставил чилийскому правительству информацию о Хормане и Теруджи, в результате чего они были арестованы и казнены в первые дни после переворота. Верховный суд Чили добивался экстрадиции Дэвиса из Флориды для предания суду, но он спокойно дожил до смерти в доме престарелых в 2013 году.
В документе, рассекреченном в рамках чилийского проекта при администрации Обамы, говорилось, что ЦРУ подозревало самого Пиночета в том, что он лично отдал приказ об убийстве Ронни Моффитт и Орландо Летельера. Хотя они не смогли собрать достаточно разведданных, подтверждающих, что он отдал такой приказ, были получены шокирующие доказательства от чилийского майора Армандо Фернандеса, которого они убедили приехать в столицу, чтобы предоставить им информацию, что Пиночет был непосредственно причастен к сокрытию инцидента. Еще одна рассекреченная копия специального разведывательного заключения ЦРУ о роли Пиночета в убийствах Летельера и Моффитт была представлена президенту Чили Мишель Бачелет в 2016 году. В этом документе утверждается, что ЦРУ считало, что Пиночет «лично приказал своему начальнику разведки совершить убийство». Даже имея доказательства, государственный секретарь Джордж Шульц не чувствовал, что их достаточно, чтобы обвинить Пиночета, но использовал их, чтобы убедить Рейгана изменить политику в отношении Чили в меморандуме от 6 октября 1987 года. Пиночет ушел от власти в 1990 году и умер 10 декабря 2006 года, так и не представ перед судом.

## Политика в 21 веке
Президент США Билл Клинтон распорядился обнародовать многочисленные документы, касающиеся политики и действий США в отношении Чили. Документы различных учреждений США были открыты для общественности Государственным департаментом США в октябре 1999 года. Коллекция из 1100 документов касается лет, предшествовавших военному перевороту.
Что касается прихода Пиночета к власти, то в отчете, опубликованном в 2000 году, ЦРУ пришло к выводу, что «ЦРУ активно поддерживало военную хунту после свержения Альенде, но не помогло Пиночету занять пост президента». Однако в отчете 2000 года также говорилось, что «основные усилия против Альенде ЦРУ начало предпринимать с 1970 года после неудавшейся попытки заблокировать его избрание и вступление в должность президента. Тем не менее давняя враждебность администрации США к личности Альенде и поощрение военных переворотов в прошлом были хорошо известны чилийским заговорщикам, которые в конечном итоге предприняли собственные действия, чтобы свергнуть законного президента».
В пресс-релизе Белого дома в ноябре 2000 г. признавалось, что «действия, одобренные правительством США в этот период, усугубили политическую поляризацию и повлияли на давнюю традицию демократических выборов в Чили».
В 2003 году на встрече со школьниками в ратуше старшеклассник Джеймс Доубек спросил государственного секретаря Колина Пауэлла о поддержке Соединенными Штатами переворота, на что Пауэлл ответил, что «это часть американской истории, которой мы не гордимся».
Во время визита президента США Барака Обамы в Чили в 2011 году левоцентристская коалиция чилийских политических партий попросила Обаму извиниться за прошлое: поддержку Пиночета со стороны США в период правления военной хунты. В интервью Associated Press глава чилийского правительства Хосе Пиньера подчеркнул «категорическую приверженность поиску истины, чтобы справедливость восторжествовала во всех этих делах о нарушениях прав человека». Обама не ответил на просьбы об извинениях, но заявил во время пресс-конференции, что отношения США с Латинской Америкой временами были «чрезвычайно неустойчивыми» и что людям нужно учиться и понимать историю, но не попадаться в её ловушки".
В феврале 2018 года в попытке поставить «конечную точку отсчета» в истории переворота в Чили, на Массачусетс-авеню в Вашингтоне, округ Колумбия, недалеко от того места, где Орландо Летельер был убит в автомобиле в 1976 году, был установлен памятник. На церемонии открытия присутствовали трое сыновей Летельера и внучка, которую дед никогда не видел. Церемония прошла менее чем через два года после того, как администрация Обамы опубликовала «давно засекреченный анализ ЦРУ, [который] содержит „убедительные доказательства того, что президент Пиночет лично приказал своему начальнику разведки совершить убийство“». Летельер служил послом Чили в Соединенных Штатах при демократически избранном правительстве Альенде. После переворота Пиночета 1973 года Летельер стал политическим заключенным и попросил политического убежища в Соединенных Штатах, где он в конечном итоге возглавил миссию экономической политики в аналитическом центре в Вашингтоне, Институте политических исследований, а также организовал международное осуждение режима Пиночета. Институт политических исследований уже давно считает продвижение прав человека одним из основных направлений своей работы.